# Zagi
Zagi je bio maskota Univerzijade u Zagrebu 1987.

## Nastajanje
Kada je potvrđeno i dogovoreno da je domaćin Univerzijade grad Zagreb, postavljeno je pitanje što će biti maskota Univerzijade. Svima je u sjećanjima ostao popularan lik Vučka koji je služio kao
maskota za vrijeme Olimpijade u Sarajevu 1984. Večernji list tada je pozvao građane da budu aktivni sudionici u izboru maskote,da daju prijedloge,ideje rješenja... I uredništvo su zasuli mnogobrojni prijedlozi i crteži. Predlagalo se da maskota bude vrabac, kos i mnoge životinje iz naših šuma, čak i medvjed, ali najviše je bilo prijedloga da to bude ipak vjeverica. Jer, kako su mnogi predlagači pisali i tvrdili, to je svima simpatična životinjica, živahna, ljupka i zanimljiva. Time je Zagi i službeno postao maskota.

## Oblikovanje
Posao na oblikovanju maskote povjeren je na temelju natječaja, prokušanom majstoru Nedeljku Dragiću. U tome je, očito, u potpunost uspio. Posao na oblikovanju Zagija završen je u veljači 1985. godine i tada je simpatična vjeverica krenula u nezadrživi pohod. Trebalo je uložiti mnogo truda da se Zagi nacrta u svim mogućim sportskim pozama, od košarkaša do atletičara, ali trud se isplatio. I zagrebačka je Univerzijada dobila maskotu.